# J. B. Jeyaretnam
Joshua Benjamin Jeyaretnam, né le 5 janvier 1926 au Sri Lanka et mort le 30 septembre 2008 à Singapour, est un homme politique.

## Biographie
Joshua Benjamin Jeyaretnam naît le 5 janvier 1926 au Sri Lanka.
Il est un des rares hommes politiques à s'opposer au Parti d'action populaire, au pouvoir depuis 1959.
Il meurt le 30 septembre 2008 à Singapour.